# Superstock 1000 FIM Cup 2011
Superstock 1000 FIM Cup 2011 è la tredicesima edizione della Superstock 1000 FIM Cup.
Il titolo piloti viene vinto, con una gara d'anticipo, da Davide Giugliano con la Ducati 1098R del Team Althea. Principale avversario di Giugliano in questa stagione è stato un altro italiano: Danilo Petrucci su Ducati 1098R del team Barni Racing che chiude a soli due punti dal campione. Per Ducati si tratta del quarto titolo piloti di categoria dopo quelli ottenuti nel 2007, 2008 e 2009.
Il campionato costruttori se lo aggiudica, la Ducati che vince otto gare su dieci e distanzia di quasi cinquanta punti l'avversaria più prossima ossia la tedesca BMW. Per la casa italiana si tratta del terzo titolo costruttori di categoria dopo quelli ottenuti nel 2008 e 2009.

## Piloti partecipanti
fonte
Tutte le motociclette in competizione sono equipaggiate con pneumatici forniti dalla Pirelli.
| Nº  | Pilota                | Squadra                  | Motocicletta    |
| --- | --------------------- | ------------------------ | --------------- |
| 4   | Taylor Knapp          | CN Racing                | Kawasaki ZX-10R |
| 5   | Marco Bussolotti      | Pedercini Team           | Kawasaki ZX-10R |
| 6   | Lorenzo Savadori      | Lorenzini by Leoni       | Kawasaki ZX-10R |
| 7   | Dani Rivas            | Goeleven                 | Kawasaki ZX-10R |
| 8   | Andrea Antonelli      | Team Lorini              | Honda CBR1000RR |
| 9   | Danilo Petrucci       | Barni Racing             | Ducati 1098R    |
| 10  | Lee Costello          | HALSALL Racing           | Honda CBR1000RR |
| 11  | Jérémy Guarnoni       | MRS Yamaha Racing France | Yamaha YZF R1   |
| 12  | Nico Vivarelli        | Goeleven                 | Kawasaki ZX-10R |
| 14  | Lorenzo Baroni        | Althea Racing            | Ducati 1098R    |
| 15  | Fabio Massei          | Team Piellemoto          | BMW S1000 RR    |
| 16  | Michal Sembera        | Salač Racing             | BMW S1000 RR    |
| 17  | Brett McCormick       | Garnier Alpha Racing     | BMW S1000 RR    |
| 19  | Davide Fanelli        | Lorini Team              | Honda CBR1000RR |
| 20  | Sylvain Barrier       | BMW Motorrad Italia      | BMW S1000 RR    |
| 21  | Markus Reiterberger   | Garnier Alpha Racing     | BMW S1000 RR    |
| 22  | Jonathan Crea         | Salač Racing             | BMW S1000 RR    |
| 23  | Luca Verdini          | Ten Kate Junior          | Honda CBR1000RR |
| 23  | Luca Verdini          | Goeleven                 | Kawasaki ZX-10R |
| 24  | Roberto Anastasia     | Orange Rules             | Honda CBR1000RR |
| 27  | Thomas Caiani         | BWG Racing Kawasaki      | Kawasaki ZX-10R |
| 28  | Ferruccio Lamborghini | Ten Kate Junior          | Honda CBR1000RR |
| 29  | Daniele Beretta       | Lorini Team              | Honda CBR1000RR |
| 30  | Bogdan Vrajitoru      | C.S.M. Bucharest         | Yamaha YZF R1   |
| 31  | Christoffer Bergman   | BWG Racing Kawasaki      | Kawasaki ZX-10R |
| 32  | Sheridan Morais       | Lorenzini by Leoni       | Kawasaki ZX-10R |
| 33  | Michaël Savary        | Salač Racing             | BMW S1000 RR    |
| 34  | Davide Giugliano      | Althea Racing            | Ducati 1098R    |
| 36  | Leandro Denis Mercado | Team Pedercini           | Kawasaki ZX-10R |
| 37  | Andrea Boscoscuro     | Lazio MotorSport         | Ducati 1098R    |
| 39  | Randy Pagaud          | Garnier Racing           | BMW S1000 RR    |
| 40  | Alen Győrfi           | Adrenalin H-Moto         | Honda CBR1000RR |
| 47  | Eddi La Marra         | Team Lorini              | Honda CBR1000RR |
| 55  | Tomáš Svitok          | SK Energy                | Ducati 1098R    |
| 58  | Gabriel Berclaz       | Berclaz Racing           | Honda CBR1000RR |
| 59  | Niccolò Canepa        | Goeleven                 | Kawasaki ZX-10R |
| 59  | Niccolò Canepa        | Lazio MotorSport         | Ducati 1098R    |
| 64  | Danilo Andric Silva   | Limited Motorsport       | BMW S1000 RR    |
| 65  | Loris Baz             | Ten Kate Junior          | Honda CBR1000RR |
| 67  | Bryan Staring         | Team Pedercini           | Kawasaki ZX-10R |
| 70  | Romain Maitre         | Moto 39 Competition      | Kawasaki ZX-10R |
| 71  | Roy Ten Napel         | Domburg Racing           | Honda CBR1000RR |
| 74  | Kieran Clarke         | Bogdanka PTR Honda       | Honda CBR1000RR |
| 83  | Danny Buchan          | Goeleven                 | Kawasaki ZX-10R |
| 86  | Beau Beaton           | Garnier Racing           | BMW S1000 RR    |
| 87  | Lorenzo Zanetti       | BMW Motorrad Italia      | BMW S1000 RR    |
| 89  | Michal Salač          | Salač Racing             | BMW S1000 RR    |
| 91  | Riccardo Fusco        | EFFE Racing              | BMW S1000 RR    |
| 93  | Matthieu Lussiana     | Team ASPI                | BMW S1000 RR    |
| 96  | Jonathan Gallina      | Galvin Racing Team96     | BMW S1000 RR    |
| 107 | Niccolò Rosso         | Goeleven                 | Kawasaki ZX-10R |
| 107 | Niccolò Rosso         | BWG Racing Kawasaki      | Kawasaki ZX-10R |
| 111 | Pere Tutusaus         | Goeleven                 | Kawasaki ZX-10R |
| 119 | Michele Magnoni       | Baru Racing              | BMW S1000 RR    |
| 120 | Marcin Walkowiak      | Bogdanka PTR Honda       | Honda CBR1000RR |
| 133 | Marek Szkopek         | Bogdanka PTR Honda       | Honda CBR1000RR |
| 141 | Sergio Batista        | Jar Racing               | Kawasaki ZX-10R |
| 303 | Keith Farmer          | Kawasaki Racing          | Kawasaki ZX-10R |

| Legenda            |
| ------------------ |
| Pilota wildcard    |
| Pilota Sostitutivo |

## Calendario
| N° | Data         | Gran Premio | Circuito         | Pole Position    | Vincitore Gara   | Leader del campionato | Resoconto |
| -- | ------------ | ----------- | ---------------- | ---------------- | ---------------- | --------------------- | --------- |
| 1  | 17 aprile    | Paesi Bassi | Assen            | Sylvain Barrier  | Davide Giugliano | Davide Giugliano      | Resoconto |
| 2  | 8 maggio     | Italia      | Monza            | Davide Giugliano | Lorenzo Zanetti  | Davide Giugliano      | Resoconto |
| 3  | 12 giugno    | San Marino  | Misano Adriatico | Danilo Petrucci  | Davide Giugliano | Davide Giugliano      | Resoconto |
| 4  | 19 giugno    | Spagna      | Aragon           | Danilo Petrucci  | Davide Giugliano | Davide Giugliano      | Resoconto |
| 5  | 10 luglio    | Rep. Ceca   | Brno             | Danilo Petrucci  | Sylvain Barrier  | Davide Giugliano      | Resoconto |
| 6  | 31 luglio    | Regno Unito | Silverstone      | Danilo Petrucci  | Danilo Petrucci  | Davide Giugliano      | Resoconto |
| 7  | 4 settembre  | Germania    | Nürburgring      | Davide Giugliano | Davide Giugliano | Davide Giugliano      | Resoconto |
| 8  | 25 settembre | Italia      | Imola            | Davide Giugliano | Danilo Petrucci  | Davide Giugliano      | Resoconto |
| 9  | 2 ottobre    | Francia     | Magny-Cours      | Danilo Petrucci  | Danilo Petrucci  | Davide Giugliano      | Resoconto |
| 10 | 16 ottobre   | Portogallo  | Portimão         | Danilo Petrucci  | Danilo Petrucci  | Davide Giugliano      | Resoconto |

## Classifiche

### Classifica Piloti[1]
| Posizione | Pilota                | Motocicletta      | Paesi Bassi (bandiera) | Italia (bandiera) | San Marino (bandiera) | Spagna (bandiera) | Rep. Ceca (bandiera) | Regno Unito (bandiera) | Germania (bandiera) | Italia (bandiera) | Francia (bandiera) | Portogallo (bandiera) | Punti |
| --------- | --------------------- | ----------------- | ---------------------- | ----------------- | --------------------- | ----------------- | -------------------- | ---------------------- | ------------------- | ----------------- | ------------------ | --------------------- | ----- |
| 1         | Davide Giugliano      | Ducati            | 1                      | 2                 | 1                     | 1                 | 2                    | Rit                    | 1                   | 2                 | 5                  |                       | 171   |
| 2         | Danilo Petrucci       | Ducati            | 2                      | 4                 | 2                     | 3                 | Rit                  | 1                      | Rit                 | 1                 | 1                  | 1                     | 169   |
| 3         | Lorenzo Zanetti       | BMW               | 9                      | 1                 | 3                     | 2                 | 3                    | 2                      | 4                   | Rit               | 2                  | 5                     | 148   |
| 4         | Sylvain Barrier       | BMW               | 3                      | Rit               | 4                     | 5                 | 1                    | Rit                    | 2                   | 5                 | 3                  | 2                     | 132   |
| 5         | Niccolò Canepa        | Kawasaki e Ducati | 10                     | 9                 | 5                     | 4                 | 5                    | 3                      | 3                   | 3                 | 4                  | Rit                   | 109   |
| 6         | Andrea Antonelli      | Honda             | 6                      | 8                 | Rit                   | 6                 | 9                    | 7                      | 7                   | 11                | 7                  | 6                     | 77    |
| 7         | Lorenzo Baroni        | Ducati            | 4                      | Rit               | 12                    | 9                 | 7                    | 4                      | 5                   | 4                 | Rit                | 12                    | 74    |
| 8         | Markus Reiterberger   | BMW               | 17                     | 6                 | 19                    | 7                 | 4                    | 6                      | 6                   | 6                 | 14                 | 11                    | 69    |
| 9         | Fabio Massei          | BMW               | 16                     | 5                 | 7                     | 10                | 6                    | 13                     | 11                  | 9                 | 6                  | 8                     | 69    |
| 10        | Sheridan Morais       | Kawasaki          | 11                     | Rit               | 13                    | Rit               | 8                    | 8                      | 8                   | 7                 | 8                  | 3                     | 65    |
| 11        | Bryan Staring         | Kawasaki          | 5                      | Rit               | 11                    | 8                 | Rit                  | 12                     | 10                  | 12                | 11                 | 4                     | 56    |
| 12        | Marco Bussolotti      | Kawasaki          | 14                     | 7                 | 9                     | 16                | 13                   | 11                     | 9                   | 13                | 9                  | 9                     | 50    |
| 13        | Michele Magnoni       | BMW               |                        | 3                 | 6                     |                   |                      |                        |                     | 8                 |                    |                       | 34    |
| 14        | Eddi La Marra         | Honda             | 7                      | Rit               | 8                     | 12                | Rit                  | 9                      | 12                  | Rit               |                    |                       | 32    |
| 15        | Lorenzo Savadori      | Kawasaki          | 15                     | 13                | 10                    | Rit               | 10                   | 26                     | 13                  | 10                | 10                 | Rit                   | 31    |
| 16        | Leandro Mercado       | Kawasaki          | Rit                    | Rit               | 15                    | 14                | 17                   | 5                      | 17                  | 14                | 15                 | 13                    | 20    |
| 17        | Jérémy Guarnoni       | Yamaha            | 12                     | Rit               | 16                    | 11                | 16                   | 10                     | 15                  | 16                | 17                 | Rit                   | 16    |
| 18        | Luca Verdini          | Honda e Kawasaki  | 13                     | 11                | 14                    |                   | 15                   | 18                     |                     |                   |                    |                       | 11    |
| 19        | Loris Baz             | Honda             |                        |                   |                       |                   |                      |                        |                     |                   | Rit                | 7                     | 9     |
| 20        | Brett McCormick       | BMW               |                        |                   |                       |                   |                      |                        |                     |                   | 13                 | 10                    | 9     |
| 21        | Roy ten Napel         | Honda             | 8                      | 21                | 20                    | 22                | 19                   | Rit                    | Rit                 | 22                | 24                 | 21                    | 8     |
| 22        | Tomáš Svitok          | Ducati            | 23                     | 17                | 17                    | 13                | 11                   | 20                     | 20                  | 19                | 16                 | 20                    | 8     |
| 23        | Matthieu Lussiana     | BMW               | 19                     | 10                | Rit                   | 17                | Rit                  | 15                     | Rit                 |                   | Rit                | Rit                   | 7     |
| 24        | Ferruccio Lamborghini | Honda             |                        |                   |                       |                   | 12                   | 17                     | 14                  | 15                |                    |                       | 7     |
| 25        | Michaël Savary        | BMW               |                        |                   |                       |                   |                      |                        | 16                  |                   | 12                 |                       | 4     |
| 26        | Riccardo Fusco        | BMW               |                        | 12                |                       |                   |                      |                        |                     |                   |                    |                       | 4     |
| 27        | Beau Beaton           | BMW               | 20                     | 15                | 21                    | Rit               | 14                   | 22                     | 19                  | 18                | 25                 | 17                    | 3     |
| 28        | Christoffer Bergman   | Kawasaki          |                        |                   |                       |                   |                      |                        | Rit                 |                   | 20                 | 14                    | 2     |
| 29        | Danny Buchan          | Kawasaki          |                        |                   |                       |                   | NP                   | 14                     |                     |                   |                    |                       | 2     |
| 30        | Daniele Beretta       | Honda             | 21                     | 14                | Rit                   | 18                |                      |                        |                     |                   |                    |                       | 2     |
| 31        | Dani Rivas            | Kawasaki          |                        |                   |                       |                   |                      |                        |                     | 17                | 18                 | 15                    | 1     |
| 32        | Randy Pagaud          | BMW               | 25                     | Rit               | 23                    | 15                | 18                   | Rit                    | 18                  | 23                | 21                 | 23                    | 1     |
| Posizione | Pilota                | Motocicletta      | Paesi Bassi (bandiera) | Italia (bandiera) | San Marino (bandiera) | Spagna (bandiera) | Rep. Ceca (bandiera) | Regno Unito (bandiera) | Germania (bandiera) | Italia (bandiera) | Francia (bandiera) | Portogallo (bandiera) | Punti |

| Legenda | 1º posto        | 2º posto            | 3º posto            | A punti      | Senza punti        | Grassetto=Pole position Corsivo=Giro più veloce |
| Legenda | Gara non valida | Non qual./Non part. | Ritirato/Non class. | Squalificato | "-" Dato non disp. | Grassetto=Pole position Corsivo=Giro più veloce |

### Sistema di punteggio
| Pos.  | 1  | 2  | 3  | 4  | 5  | 6  | 7 | 8 | 9 | 10 | 11 | 12 | 13 | 14 | 15 | 16> |
| Punti | 25 | 20 | 16 | 13 | 11 | 10 | 9 | 8 | 7 | 6  | 5  | 4  | 3  | 2  | 1  | 0   |

### Costruttori[2]
| Posizione | Costruttore | Paesi Bassi (bandiera) | Italia (bandiera) | San Marino (bandiera) | Spagna (bandiera) | Rep. Ceca (bandiera) | Regno Unito (bandiera) | Germania (bandiera) | Italia (bandiera) | Francia (bandiera) | Portogallo (bandiera) | Punti |
| --------- | ----------- | ---------------------- | ----------------- | --------------------- | ----------------- | -------------------- | ---------------------- | ------------------- | ----------------- | ------------------ | --------------------- | ----- |
| 1         | Ducati      | 1                      | 2                 | 1                     | 1                 | 2                    | 1                      | 1                   | 1                 | 1                  | 1                     | 240   |
| 2         | BMW         | 3                      | 1                 | 3                     | 2                 | 1                    | 2                      | 2                   | 5                 | 2                  | 2                     | 193   |
| 3         | Kawasaki    | 5                      | 7                 | 5                     | 8                 | 8                    | 5                      | 8                   | 7                 | 8                  | 3                     | 99    |
| 4         | Honda       | 6                      | 8                 | 8                     | 6                 | 9                    | 7                      | 7                   | 11                | 7                  | 6                     | 85    |
| 5         | Yamaha      | 12                     | 23                | 16                    | 11                | 16                   | 10                     | 15                  | 16                | 17                 | Rit                   | 16    |